# S/2003 J 24
S/2003 J 24 (ранее известный как EJc0061) — спутник Юпитера, открытый командой Скотта С. Шеппарда в 2003 году и независимо переоткрытый астрономом-любителем Кай Ли 30 июня 2021 года.
Ранее этот же астроном-любитель нашёл четыре потерянных спутника Юпитера в 2020 году: S/2003 J 23, S/2003 J 12, S/2003 J 4 и S/2003 J 2.
Официально об открытии нового спутника Юпитера, получившего название S / 2003 J 24, было объявлено Центром малых планет 15 ноября 2021 года.

## Характеристики
S/2003 J 24 вращается вокруг Юпитера на среднем расстоянии 23 088 000 км (0,15433 а.е.) за 715,4 дня под углом 162 ° к эклиптике, в ретроградном направлении и с эксцентриситетом 0,25.
Он принадлежит к группе Карме, состоящей из неправильных ретроградных спутников, вращающихся вокруг Юпитера на расстоянии от 23 до 24 миллиона км и с наклонением около 165°. 